# Hyposmocoma agnetella
Hyposmocoma adolescens (лат.) — вид моли эндемичного гавайского рода Hyposmocoma подрода Euperissus.

## Описание
Бабочки размахом крыльев около 11-14 мм. Усики тёмно-коричневые. Щупики бледно-охристые, снаружи коричневые. Голова бледно-охристая, с примесью коричнево-пепельных волосков. Передние крылья тёмно-палево-коричневые, с бледно-охристой полосой, идущей от середины основания к нижней половине наружного края крыла и расширяющейся немного ниже складки, в которой остается коричневая центральная полоса, несколько палево-коричневых чешуек перед и позади неё. Задние крылья серые, волоски по краю коричневато-серые. Ноги пепельно-серые.

## Распространение
Обитает на острове Мауи около посёлка Олинда.